# Tit for Tat
Tit for Tat is een korte film van Laurel en Hardy uit 1935. De film werd genomineerd voor een Oscar voor beste korte speelfilm.

## Verhaal
Laurel en Hardy krijgen het als exploitanten van een winkel voor elektrische apparatuur aan de stok met hun buurman en kruidenier, met wie ze ook in de film Them Thar Hills ruzieden. De kruidenier, gespeeld door Charlie Hall, denkt dat zijn vrouw, gespeeld door Mae Busch, overspel pleegt met Hardy. Vervolgens is het Laurel & Hardy versus Hall en ze slagen erin over en weer elkaars winkel te beschadigen en elkaar lichamelijk letsel toe te brengen. Tussen de bedrijven door wordt Laurel & Hardy's winkel leeggehaald door een proletarisch winkelende klant.

## Rolverdeling
| Acteur          | Personage            |
| --------------- | -------------------- |
| Stan Laurel     | Stan                 |
| Oliver Hardy    | Ollie                |
| Mae Busch       | Mrs Hall             |
| Charley Hall    | Mr. Hall, kruidenier |
| Bobby Dunn      | winkeldief           |
| Baldwin Cooke   | klant                |
| James C. Morton | politieman           |
| Jack Hill       | voorbijganer         |
| Viola Richard   | voorbijganer         |